# Butterfield (Minnesota)

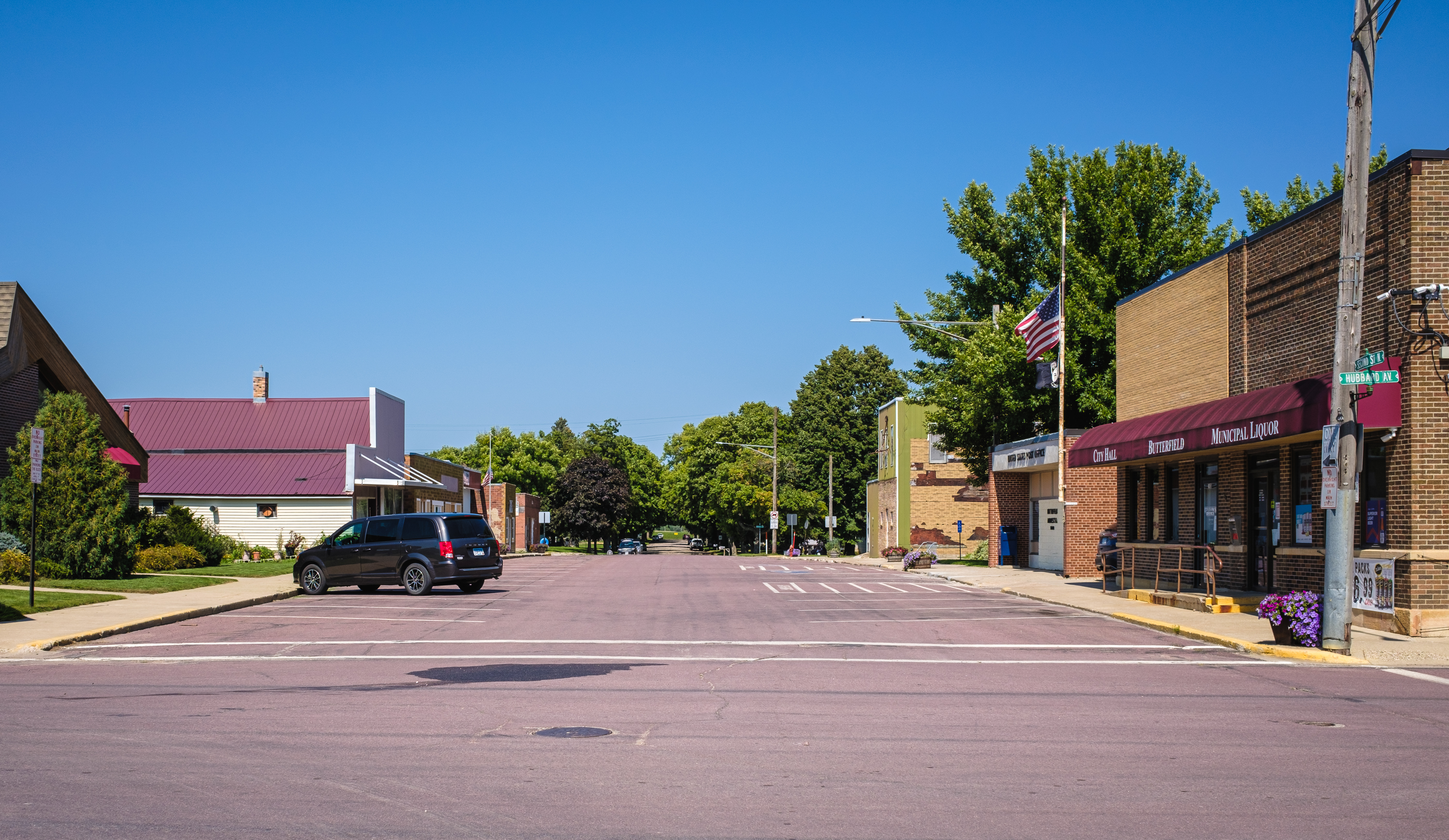
Butterfield

Pour les articles homonymes, voir Butterfield.
Butterfield est une ville américaine située dans le Comté de Watonwan, dans le Minnesota. Selon le recensement de 2010, sa population est de 586 habitants.